# Internationale Filmfestspiele von Cannes 1968
Die 21. Internationalen Filmfestspiele von Cannes 1968 sollten vom 10. Mai bis zum 24. Mai 1968 stattfinden. Am 18. Mai erklärten sich die Jurymitglieder Louis Malle und Roman Polański gemeinsam mit François Truffaut, Claude Berri, Jean-Gabriel Albicocco, Claude Lelouch und Jean-Luc Godard mit den Studenten der Pariser Maiunruhen solidarisch und sprachen sich für den Abbruch des Festivals aus. Am 19. Mai 1968 wurde das Festival schließlich tatsächlich abgebrochen und es wurden keine Preise für die im Wettbewerb angetretenen Filme vergeben.

## Wettbewerb
Im Wettbewerb des damaligen Festivals standen folgende Filme:
| Filmtitel                           | Regisseur          | Produktionsland            | Darsteller (Auswahl)                                                   |
| 24 Stunden aus dem Leben einer Frau | Dominique Delouche | Frankreich, Deutschland    | Danielle Darrieux                                                      |
| Anna Karenina                       | Alexander Sarchi   | Sowjetunion                |                                                                        |
| Die Banditen von Mailand            | Carlo Lizzani      | Italien                    | Gian Maria Volontè                                                     |
| Bandit zu besichtigen               | Marcello Fondato   | Italien                    | Sylva Koscina, Jean Sorel                                              |
| Blaue Gauloises                     | Michel Cournot     | Frankreich                 | Annie Girardot                                                         |
| Doktor Glas                         | Mai Zetterling     | Dänemark                   | Per Oscarsson                                                          |
| Der erfolgreiche Blindgänger        | Albert Finney      | Großbritannien             | Albert Finney, Colin Blakely, Liza Minnelli                            |
| Feldobott kö                        | Sándor Sára        | Ungarn                     |                                                                        |
| Der Feuerwehrball                   | Miloš Forman       | Tschechoslowakei           |                                                                        |
| Ich liebe dich, ich liebe dich      | Alain Resnais      | Frankreich                 | Claude Rich                                                            |
| Joanna                              | Michael Sarne      | Großbritannien             | Geneviève Waïte, Christian Doermer, Calvin Lockhart, Donald Sutherland |
| Ein launischer Sommer               | Jiří Menzel        | Tschechoslowakei           |                                                                        |
| Das Leben des Matthäus              | Witold Leszczyński | Polen                      | Franciszek Pieczka, Anna Milewska, Małgorzata Braunek                  |
| Mali vojnici                        | Bato Cengic        | Jugoslawien                |                                                                        |
| Nackt unter Leder                   | Jack Cardiff       | Großbritannien, Frankreich | Alain Delon, Marianne Faithfull                                        |
| Petulia                             | Richard Lester     | Großbritannien             | Julie Christie, George C. Scott, Richard Chamberlain                   |
| Pfefferminz Frappe                  | Carlos Saura       | Spanien                    | Geraldine Chaplin                                                      |
| Das Schloß                          | Rudolf Noelte      | Deutschland                | Maximilian Schell, Cordula Trantow                                     |
| Schimmernde Winde                   | Miklós Jancsó      | Ungarn                     |                                                                        |
| Sterne an den Mützen                | Miklós Jancsó      | Ungarn                     |                                                                        |
| Des Teufels Seligkeit               | Salvatore Samperi  | Italien                    | Lou Castel                                                             |
| Tevje und seine sieben Töchter      | Menachem Golan     | Israel                     | Shmuel Rodensky                                                        |
| Tödlicher Tag                       | Peter Collinson    | Großbritannien             | David Hemmings                                                         |
| Töten war ihr Job                   | Valerio Zurlini    | Italien                    | Woody Strode, Jean Servais                                             |
| Trilogy                             | Frank Perry        | USA                        | Martin Balsam, Geraldine Page, Maureen Stapleton                       |
| … unterm Holderbusch                | Clive Donner       | Großbritannien             | Barry Evans, Judy Geeson                                               |
| Vom Fest und den Gästen             | Jan Němec          | Tschechoslowakei           |                                                                        |
| Yabu no naka no kuroneko            | Kaneto Shindō      | Japan                      |                                                                        |